# Pointre
Pointre ist eine französische Gemeinde im Département Jura in der Region Bourgogne-Franche-Comté. Sie gehört zum Arrondissement Dole und zum Kanton Authume. Sie grenzt im Norden an Champagney, im Nordosten an Montmirey-le-Château, im Osten an Montmirey-la-Ville, im Südosten an Frasne-les-Meulières, im Südwesten an Peintre, im Westen an Flammerans und im Nordwesten an Soissons-sur-Nacey.

## Bevölkerungsentwicklung
| Jahr                       | 1962 | 1968 | 1975 | 1982 | 1990 | 1999 | 2008 | 2017 |
| -------------------------- | ---- | ---- | ---- | ---- | ---- | ---- | ---- | ---- |
| Einwohner                  | 96   | 69   | 62   | 68   | 69   | 81   | 105  | 126  |
| Quellen: Cassini und INSEE |      |      |      |      |      |      |      |      |

## Persönlichkeiten
- Claude-Étienne Michel (* 1772 in Pointre; † 1815 in der Schlacht bei Waterloo), Offizier, General

## Weblinks

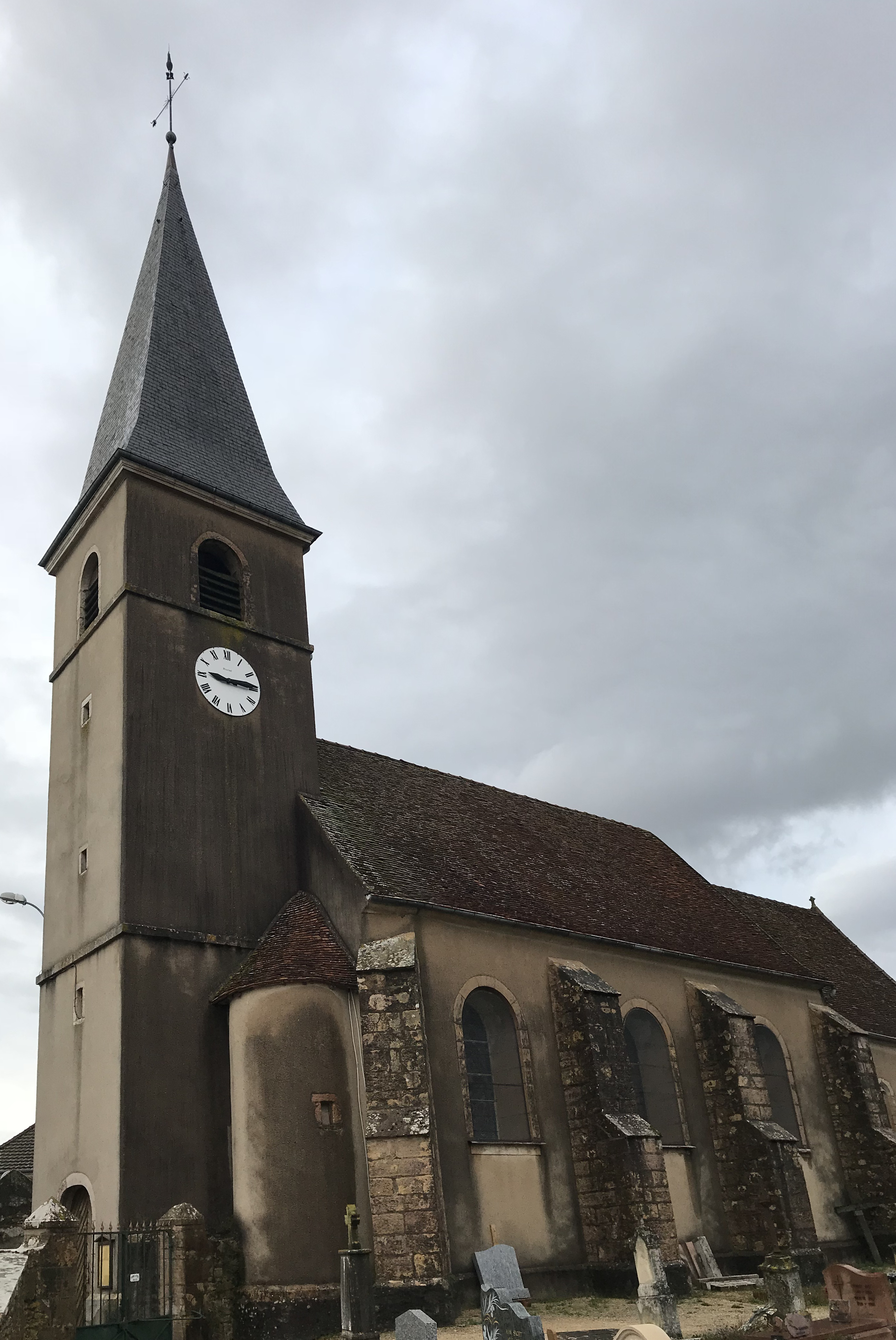
Kirche Saint-Didier